# Bni Arouss
Bni Arouss  (in arabo بني عروس‎?) è un centro abitato e comune rurale del Marocco situato nella provincia di Larache, regione di Tangeri-Tetouan-Al Hoceima. Conta una popolazione di 8 193 abitanti (censimento 2014).